# Crepidotus
Crépidote
Genre
Synonymes
- Calathinus Quél.[1]
- Dochmiopus Pat.[1]
- Octojuga Fayod[1]
- Phialocybe P. Karst.[1]
- Tremellastrum Clem.[1]
- Tremellopsis Pat.[1]

La Crépidote est un genre (Crepidotus) de champignons basidiomycètes de la famille des Inocybaceae.

## Liste des espèces
Selon Index Fungorum (24 avril 2020) :
- Crepidotus acanthosyrinus Singer 1952
- Crepidotus acerinus Vaček 1949
- Crepidotus affinis E. Horak 2018
- Crepidotus alabamensis Murrill 1917
- Crepidotus albatus Hesler & A.H. Sm. 1965
- Crepidotus albescens (Murrill) Redhead 1984
- Crepidotus albidus Ellis & Everh. 1894
- Crepidotus albissimus (Murrill) Murrill 1944
- Crepidotus albissimus Murrill 1943
- Crepidotus albolanatus E. Horak 2018
- Crepidotus alnicola Hesler & A.H. Sm. 1965
- Crepidotus alpiniae (Berk.) Sacc. 1887
- Crepidotus alveolus (Lasch) P. Kumm. 1871
- Crepidotus ampullicystis Singer 1973
- Crepidotus angustifolius Hesler & A.H. Sm. 1965
- Crepidotus antillarum (Pat.) Singer 1947
- Crepidotus apodus Capelari 2006
- Crepidotus appalachianensis Hesler & A.H. Sm. 1965
- Crepidotus applanatus (Pers.) P. Kumm. 1871
- Crepidotus aquosus Murrill 1913
- Crepidotus argipodus (Singer) L. Guzmán-Dávalos, C.K. Pradeep & Aime 2017
- Crepidotus aristoteliae Singer 1962
- Crepidotus asiaticus Guzm.-Dáv, C.K. Pradeep & T.J. Baroni 2017
- Crepidotus aurantiacus Bres. 1907
- Crepidotus aureifolius Hesler & A.H. Sm. 1965
- Crepidotus aureus E. Horak 1978
- Crepidotus auricula Sacc. 1887
- Crepidotus australis Singer 1973
- Crepidotus austroandinus Singer 1969
- Crepidotus autochthonus J.E. Lange 1938
- Crepidotus avellaneus Hesler & A.H. Sm. 1965
- Crepidotus badiofloccosus S. Imai 1939
- Crepidotus bakerae Ueki & C.W. Sm. 1973
- Crepidotus bambusinus Pat. 1891
- Crepidotus berberidis Britzelm. 1891
- Crepidotus betulae Murrill 1917
- Crepidotus bicolor Murrill 1913
- Crepidotus boninensis (Hongo) E. Horak & Desjardin 2004
- Crepidotus brasiliensis Rick 1930
- Crepidotus bresadolae Pilát 1948
- Crepidotus brunneomarginatus E. Horak 2018
- Crepidotus brunneoroseus Courtec. 1994
- Crepidotus brunnescens Hesler & A.H. Sm. 1965
- Crepidotus brunneus Hesler 1975
- Crepidotus brunswickianus (Speg.) Sacc. 1891
- Crepidotus bufonius Velen. 1947
- Crepidotus bullulifer Singer 1965
- Crepidotus byssinus T. Kasuya & Takah. Kobay. 2011
- Crepidotus cacao (Berk. & M.A. Curtis) Sacc. 1887
- Crepidotus cacaophyllus (Berk. & M.A. Curtis) Sacc. 1887
- Crepidotus calolepidoides Murrill 1913
- Crepidotus calolepis (Fr.) P. Karst. 1879
- Crepidotus campylus Hesler & A.H. Sm. 1965
- Crepidotus candidus Capelari 2006
- Crepidotus capreae Velen. 1947
- Crepidotus carneolus E. Horak 2018
- Crepidotus carpaticus Pilát 1929
- Crepidotus carpatorossicus Pilát 1949
- Crepidotus caspari Velen. 1926
- Crepidotus catamarcae Singer 1973
- Crepidotus caveatus (Berk. & M.A. Curtis) Murrill 1916
- Crepidotus cesatii (Rabenh.) Sacc. 1877
- Crepidotus cheimonophilus (Berk. & Broome) Sacc. 1887
- Crepidotus chilensis E. Horak 1964
- Crepidotus cinchonensis Murrill 1913
- Crepidotus cinereipallens Hesler & A.H. Sm. 1965
- Crepidotus cinnabarinus F.H. Møller & Westergaard 1945
- Crepidotus cinnabarinus Peck 1895
- Crepidotus cinnamomeus Hesler & A.H. Sm. 1965
- Crepidotus circinatus Hesler & A.H. Sm. 1965
- Crepidotus citri Pat. 1902
- Crepidotus citricolor Singer 1952
- Crepidotus citrinus P. Larsen 1931
- Crepidotus citrinus Petch 1924
- Crepidotus coloradensis Hesler & A.H. Sm. 1965
- Crepidotus commiscibilis (Berk. & M.A. Curtis) Murrill 1916
- Crepidotus conchatus Hesler & A.H. Sm. 1965
- Crepidotus condensus Bres. 1896
- Crepidotus confertus Hesler & A.H. Sm. 1965
- Crepidotus connatus (Berk.) Murrill 1916
- Crepidotus constans Hesler & A.H. Sm. 1965
- Crepidotus contortus Hesler & A.H. Sm. 1965
- Crepidotus crataegi Velen. 1929
- Crepidotus cristatus Senn-Irlet & Immerzeel 2003
- Crepidotus cristulatus Singer 1958
- Crepidotus croceolamellatus (Letell.) Gillet 1876
- Crepidotus croceotinctus Peck 1887
- Crepidotus crocophyllus (Berk.) Sacc. 1887
- Crepidotus cuneiformis Pat. 1902
- Crepidotus cystidiosus Hesler & A.H. Sm. 1965
- Crepidotus decipiens Singer 1973
- Crepidotus decurrens States 1973
- Crepidotus defibulatus Singer 1952
- Crepidotus dilutus E. Horak 2018
- Crepidotus distortus Hesler & A.H. Sm. 1965
- Crepidotus dorsalis Sacc. 1887
- Crepidotus eburneus Hesler & A.H. Sm. 1965
- Crepidotus eccentricus Murrill 1917
- Crepidotus echinosporus Henn. 1895
- Crepidotus edulis Overeem 1927
- Crepidotus effusus Pegler 1977
- Crepidotus ehrendorferi Hauskn. & Krisai 1989
- Crepidotus ellipsoideus Hesler & A.H. Sm. 1965
- Crepidotus epibryus (Fr.) Quél. 1888
- Crepidotus epicrocinus (Berk. & Broome) Sacc. 1887
- Crepidotus epigloeus Singer 1973
- Crepidotus episphaerius (Berk.) Sacc. 1887
- Crepidotus eucalypti (Torrend) Singer 1951
- Crepidotus eucalypticola Singer 1977
- Crepidotus eucalyptorum Cleland 1924
- Crepidotus euterpicola Senn-Irlet & de Meijer 1998
- Crepidotus exilis A.M. Kumar & C.K. Pradeep 2020
- Crepidotus exoticus Velen. 1929
- Crepidotus fimbriatus Hesler & A.H. Sm. 1965
- Crepidotus flavescens Rick 1961
- Crepidotus flavolivens Sacc. 1887
- Crepidotus flavus Capelari 2011
- Crepidotus flexuosus Hesler & A.H. Sm. 1965
- Crepidotus formosus (Quél.) Sacc. & Traverso 1910
- Crepidotus forsteri (Speg.) Speg. 1891
- Crepidotus fraxini Velen. 1939
- Crepidotus fraxinicola Murrill 1917
- Crepidotus fulvifibrillosus Murrill 1917
- Crepidotus fulvotomentosus (Peck) Peck 1887
- Crepidotus fumosifolius Murrill 1913
- Crepidotus funalis Rick 1938
- Crepidotus fungiphilus Hauskn. & Krisai 2010
- Crepidotus furcatus Hesler & A.H. Sm. 1965
- Crepidotus fuscovelutinus E. Horak 2018
- Crepidotus fuscus E. Horak 2018
- Crepidotus fusisporus Hesler & A.H. Sm. 1965
- Crepidotus gayi Pilát 1950
- Crepidotus geophilus (Murrill) Redhead 1984
- Crepidotus gilvidus E. Horak 2018
- Crepidotus globisporus A.M. Kumar & C.K. Pradeep 2020
- Crepidotus graminum Velen. 1921
- Crepidotus grumosopilosus (Berk. & Broome) Sacc. 1887
- Crepidotus guzmanii Singer 1973
- Crepidotus haerens (Peck) Sacc. 1887
- Crepidotus haloxyli Samgina 1982
- Crepidotus hamulatus Hesler & A.H. Sm. 1965
- Crepidotus harperi Singer 1960
- Crepidotus helicus Hesler & A.H. Sm. 1965
- Crepidotus hemiphlebius (Berk. & M.A. Curtis) Murrill 1916
- Crepidotus herbarum Peck 1887
- Crepidotus herrerae Bandala & Montoya 2008
- Crepidotus hirsutellus E. Horak 1978
- Crepidotus hygrophanus Murrill 1917
- Crepidotus hypsophilus O.R. Fr. 1888
- Crepidotus ibericus (G. Moreno & Esteve-Rav.) Bandala, Esteve-Rav. & Montoya 2008
- Crepidotus icterinus Singer 1973
- Crepidotus igapoensis Singer 1989
- Crepidotus improvisus (E. Horak) T.W. May & A.E. Wood 1995
- Crepidotus inandae (Cooke) Sacc. 1891
- Crepidotus inconspicuus E. Horak 2018
- Crepidotus indicus A.M. Kumar & C.K. Pradeep 2018
- Crepidotus inhonestus P. Karst. 1886
- Crepidotus interceptus (Berk.) Sacc. 1887
- Crepidotus isabellinus E. Horak 2018
- Crepidotus juniperi Velen. 1947
- Crepidotus kangoliformis Desjardin & B.A. Perry 2016
- Crepidotus kauffmanii Hesler & A.H. Sm. 1965
- Crepidotus krieglsteineri Singer 1988
- Crepidotus kubickae Pilát 1949
- Crepidotus laceratus Pat. 1902
- Crepidotus lagenicystis Hesler & A.H. Sm. 1965
- Crepidotus lanuginosus Hesler & A.H. Sm. 1965
- Crepidotus larsenii Pilát 1948
- Crepidotus lateralipes E. Horak 2018
- Crepidotus latifolius Peck 1899
- Crepidotus lentinoides Earle 1906
- Crepidotus leptomorphus (Berk.) Sacc. 1887
- Crepidotus lepton (Berk.) Sacc. 1887
- Crepidotus leucochrysos (Berk. & M.A. Curtis) Sacc. 1887
- Crepidotus levisporus Singer 1973
- Crepidotus lingulatus Velen. 1929
- Crepidotus longicomatus Har. Takah. 2003
- Crepidotus longicystidiatus Capelari 2011
- Crepidotus longicystis (Hesler & A.H. Sm.) Singer 1973
- Crepidotus longisporus M. Lange 1957
- Crepidotus longistriatus S. Imai 1938
- Crepidotus luridus Singer 1973
- Crepidotus luteicolor Hesler & A.H. Sm. 1965
- Crepidotus luteolus Sacc. 1887
- Crepidotus luteoviridis Henn. 1899
- Crepidotus macedonicus Pilát 1949
- Crepidotus maculans Hesler & A.H. Sm. 1965
- Crepidotus malachioides Consiglio, Prydiuk & Setti 2008
- Crepidotus malachius Sacc. 1887
- Crepidotus malenconii Courtec. 2009
- Crepidotus martinii Singer 1955
- Crepidotus maximus Hesler & A.H. Sm. 1965
- Crepidotus melleus (Berk. & Broome) Petch 1924
- Crepidotus mexicanus Singer 1973
- Crepidotus microcarpus Malençon 1975
- Crepidotus microsporus (P. Karst.) Pilát 1948
- Crepidotus milleri Hesler & A.H. Sm. 1965
- Crepidotus minutus (Peck) Murrill 1916
- Crepidotus molfinoi Speg. 1926
- Crepidotus molliformis Singer 1973
- Crepidotus mollis (Schaeff.) Staude 1857
- Crepidotus montanensis Hesler & A.H. Sm. 1965
- Crepidotus montanus Hesler & A.H. Sm. 1965
- Crepidotus mucidifolius Hesler & A.H. Sm. 1965
- Crepidotus muscigenus Velen. 1947
- Crepidotus mutabilis E. Horak 2018
- Crepidotus nanicus E. Horak 1978
- Crepidotus neocystidiosus P.G. Liu 1995
- Crepidotus neotrichocystis Consiglio & Setti 2008
- Crepidotus nephrodes (Berk. & M.A. Curtis) Sacc. 1887
- Crepidotus niveus Velen. 1947
- Crepidotus novae-zelandiae Pilát 1950
- Crepidotus nyssicola (Murrill) Singer 1973
- Crepidotus obfuscens Hesler & A.H. Sm. 1965
- Crepidotus obscurus Hesler & A.H. Sm. 1965
- Crepidotus occidentalis Hesler & A.H. Sm. 1965
- Crepidotus occultus E. Horak 2018
- Crepidotus ochraceus Hesler & A.H. Sm. 1965
- Crepidotus odoratus Velen. 1947
- Crepidotus ostreatoides Henn. & E. Nyman 1899
- Crepidotus pactolus Cooke ex Pilát 1950
- Crepidotus pallescens Quél. 1879
- Crepidotus pallidobrunneus Hesler & A.H. Sm. 1965
- Crepidotus pallidoluteus Hesler & A.H. Sm. 1965
- Crepidotus pallidus (Berk. & Broome) Knudsen 2010
- Crepidotus palmarum Singer 1952
- Crepidotus palmularis (Berk. & M.A. Curtis) Sacc. 1887
- Crepidotus palodensis C.K. Pradeep & A.M. Kumar 2018
- Crepidotus parasiticus Massee ex Pilát 1950
- Crepidotus parietalis E. Horak 1978
- Crepidotus parisotii (Pat.) Sacc. 1887
- Crepidotus parlatorei Singer 1952
- Crepidotus parvulus Murrill 1913
- Crepidotus paxilloides Singer 1951
- Crepidotus payettensis Hesler & A.H. Sm. 1965
- Crepidotus pedicellatus Velen. 1939
- Crepidotus pervilleanus (Lév.) Sacc. 1887
- Crepidotus peteauxii Quél. 1885
- Crepidotus pezizoides (Nees & T. Nees) P. Kumm. 1871
- Crepidotus pezizula (Berk. & Broome) Sacc. 1887
- Crepidotus phaeton (Cooke & Massee) Sacc. 1891
- Crepidotus phaseoliformis Hesler & A.H. Sm. 1965
- Crepidotus pilatii Raithelh. 1977
- Crepidotus pilatii Velen. 1929
- Crepidotus pilosiceps Singer 1989
- Crepidotus pinicola M. Zang 1999
- Crepidotus plumulosus E. Horak 2018
- Crepidotus podocarpi Singer 1952
- Crepidotus pogonatus (Kalchbr.) Sacc. 1887
- Crepidotus poincola Velen. 1939
- Crepidotus polylepidis Singer 1962
- Crepidotus pouceensis Pilát 1950
- Crepidotus praecipuus E. Horak 2018
- Crepidotus praelatifolius Murrill 1940
- Crepidotus proboscideus (Fr.) P. Kumm. 1871
- Crepidotus prostratus Cleland 1934
- Crepidotus pruni Velen. 1921
- Crepidotus pseudoantillarum Bandala, Montoya & M. Mata 2008
- Crepidotus pseudoflammeus Hesler & A.H. Sm. 1965
- Crepidotus psychotriae Pat. 1902
- Crepidotus quitensis Pat. 1893
- Crepidotus rainierensis Hesler & A.H. Sm. 1965
- Crepidotus ramosus Hesler & A.H. Sm. 1965
- Crepidotus regularis Hesler & A.H. Sm. 1965
- Crepidotus reniformis Velen. 1921
- Crepidotus reversus (Berk. & Broome) Sacc. 1887
- Crepidotus rhizomorphus Burt 1923
- Crepidotus ridleyi Massee 1899
- Crepidotus roseibrunneus Hesler & A.H. Sm. 1965
- Crepidotus roseolus Singer 1974
- Crepidotus roseoornatus Pöder & E. Ferrari 1984
- Crepidotus roseus Singer 1947
- Crepidotus rubriceps Singer 1973
- Crepidotus rubrovinosus Bandala, Montoya & E. Horak 2006
- Crepidotus rufidulus E. Horak 2018
- Crepidotus rufofloccosus E. Horak 2018
- Crepidotus salicinus Velen. 1947
- Crepidotus salmonicolor Cleland & Cheel 1918
- Crepidotus sambuci Velen. 1922
- Crepidotus sarawakensis Pilát 1950
- Crepidotus scalaris (Fr.) Sacc. 1887
- Crepidotus schizophylloides Henn. 1899
- Crepidotus schusteri Singer 1989
- Crepidotus scymnodes (Berk. & M.A. Curtis) Sacc. 1887
- Crepidotus semiorbatus E. Horak 2018
- Crepidotus sepiarius Peck 1898
- Crepidotus septicoides (Singer) Singer 1973
- Crepidotus serotinus Singer 1962
- Crepidotus sessilis Sacc. 1895
- Crepidotus sikkimensis Locq. & Sarwal 1983
- Crepidotus sinuosus Hesler & A.H. Sm. 1965
- Crepidotus smithii Hesler 1975
- Crepidotus spathulatus Bres. 1894
- Crepidotus squarrosipes Gillet 1873
- Crepidotus stenocystis Pouzar 2005
- Crepidotus stercorarius Singer 1952
- Crepidotus stipitatus Kauffman 1918
- Crepidotus stiriacus Wettst. 1885
- Crepidotus stratosus Hesler & A.H. Sm. 1965
- Crepidotus stromaticus (Cooke & Massee) Sacc. 1887
- Crepidotus subaffinis Pilát 1950
- Crepidotus subapplanatus Hesler & A.H. Sm. 1965
- Crepidotus subaureifolius Hesler & A.H. Sm. 1965
- Crepidotus subcroceitinctus Hesler & A.H. Sm. 1965
- Crepidotus subcuneiformis Murrill 1913
- Crepidotus subelatinus (Murrill) Pegler 1987
- Crepidotus subepibryus Pilát 1949
- Crepidotus subepicrocinus Pilát 1950
- Crepidotus subfibrillosus Hesler & A.H. Sm. 1965
- Crepidotus subfulviceps (Murrill) Aime, Vila & P.-A. Moreau 2009
- Crepidotus subhaustellaris Cleland 1924
- Crepidotus subinteger Schulzer 1883
- Crepidotus sublatifolius Hesler & A.H. Sm. 1965
- Crepidotus sublevisporus Singer 1952
- Crepidotus subluteus Hesler & A.H. Sm. 1965
- Crepidotus submollis Murrill 1912
- Crepidotus subpurpureus S. Ito & S. Imai 1940
- Crepidotus subscalaris (Britzelm.) Sacc. 1895
- Crepidotus substipitatus Murrill 1913
- Crepidotus sububer Hesler & A.H. Sm. 1965
- Crepidotus subverrucisporus Pilát 1949
- Crepidotus sulcatus Murrill 1913
- Crepidotus sulphurinus Imazeki & Toki 1954
- Crepidotus tahquamenonensis Hesler & A.H. Sm. 1965
- Crepidotus tener Henn. 1896
- Crepidotus tennesseensis Hesler 1975
- Crepidotus terrestris S. Imai 1938
- Crepidotus terrestris Velen. 1947
- Crepidotus thermophilus (Singer) Aime, T.J. Baroni & O.K. Mill. 2002
- Crepidotus tirolensis Pilát 1939
- Crepidotus tjibodensis Henn. 1899
- Crepidotus tobolensis Kapitonov, Biketova & Zmitr. 2019
- Crepidotus togoensis Henn. 1895
- Crepidotus trulliformis E. Horak 2018
- Crepidotus trullisporus Pegler 1977
- Crepidotus truncatus Petch 1924
- Crepidotus tucumanus E. Horak 1964
- Crepidotus turbidulus Berk. ex Sacc. 1887
- Crepidotus turbidulus Berk. ex Sacc. 1891
- Crepidotus tuxtlae Singer 1973
- Crepidotus uber (Berk. & M.A. Curtis) Sacc. 1887
- Crepidotus unicus Hesler & A.H. Sm. 1965
- Crepidotus valdivianus E. Horak 1964
- Crepidotus valvatus Velen. 1947
- Crepidotus variabilis (Pers.) P. Kumm. 1871
- Crepidotus variegatus E. Horak 2018
- Crepidotus variicolor Hesler & A.H. Sm. 1965
- Crepidotus variisporus Singer 1952
- Crepidotus velenovskyi Pilát 1949
- Crepidotus versutus Peck 1887
- Crepidotus villosus Hesler & A.H. Sm. 1965
- Crepidotus virgineus Har. Takah. 2003
- Crepidotus viridipyllus Hesler 1975
- Crepidotus viscidiphyllus Hesler 1975
- Crepidotus viticola S. Imai 1938
- Crepidotus volubilis C.K. Pradeep & A.M. Kumar 2018
- Crepidotus vulgaris Hesler & A.H. Sm. 1965
- Crepidotus xanthocephalus Singer 1973
- Crepidotus xanthophaeus Singer 1973
- Crepidotus xerotoides Speg. 1921
- Crepidotus yungicola Singer 1973
- Crepidotus zingiberaceicola Henn. 1897